# 足にさわった女
『足にさわった女』（あしにさわったおんな）は、沢田撫松の『足にさはつた女』を原作とする映画およびテレビドラマ。1926年、日活の製作で阿部豊監督により原題の表記で公開。1952年には市川崑の監督で東宝が製作し、現代語の表記に変えてリメイク。さらに1960年、市川らの演出で日本テレビが生放送のコメディドラマとして製作。同年、大映で市川の企画のもと、増村保造監督によってリメイク版のコメディ映画が製作された。

## あらすじ
休暇中の大阪警視庁の刑事五平太は女スリの跡をつけて東京行の特急列車に乗った。

## 映画

### 1952年版
1952年11月6日公開。
キャスト
- 刑事：池部良
- 女：越路吹雪
- 小説家：山村聡
- 小説家の姪：岡田茉莉子
- 女の弟分：伊藤雄之助
- 女万引：沢村貞子
- 重役：見明凡太朗
- 警視：藤原釜足
- 大阪の警部：村上冬樹
- 熱海の巡査：加東大介
- 掏摸の老婆：三好栄子
- 堺左千夫

スタッフ
- 監督:市川崑
- 製作:藤本真澄
- 脚本:和田夏十、市川崑
- 音楽:黛敏郎
- 主題歌:足にさわった女
- 主題歌作詞:池部良
- 助監督:古澤憲吾

### 1960年版

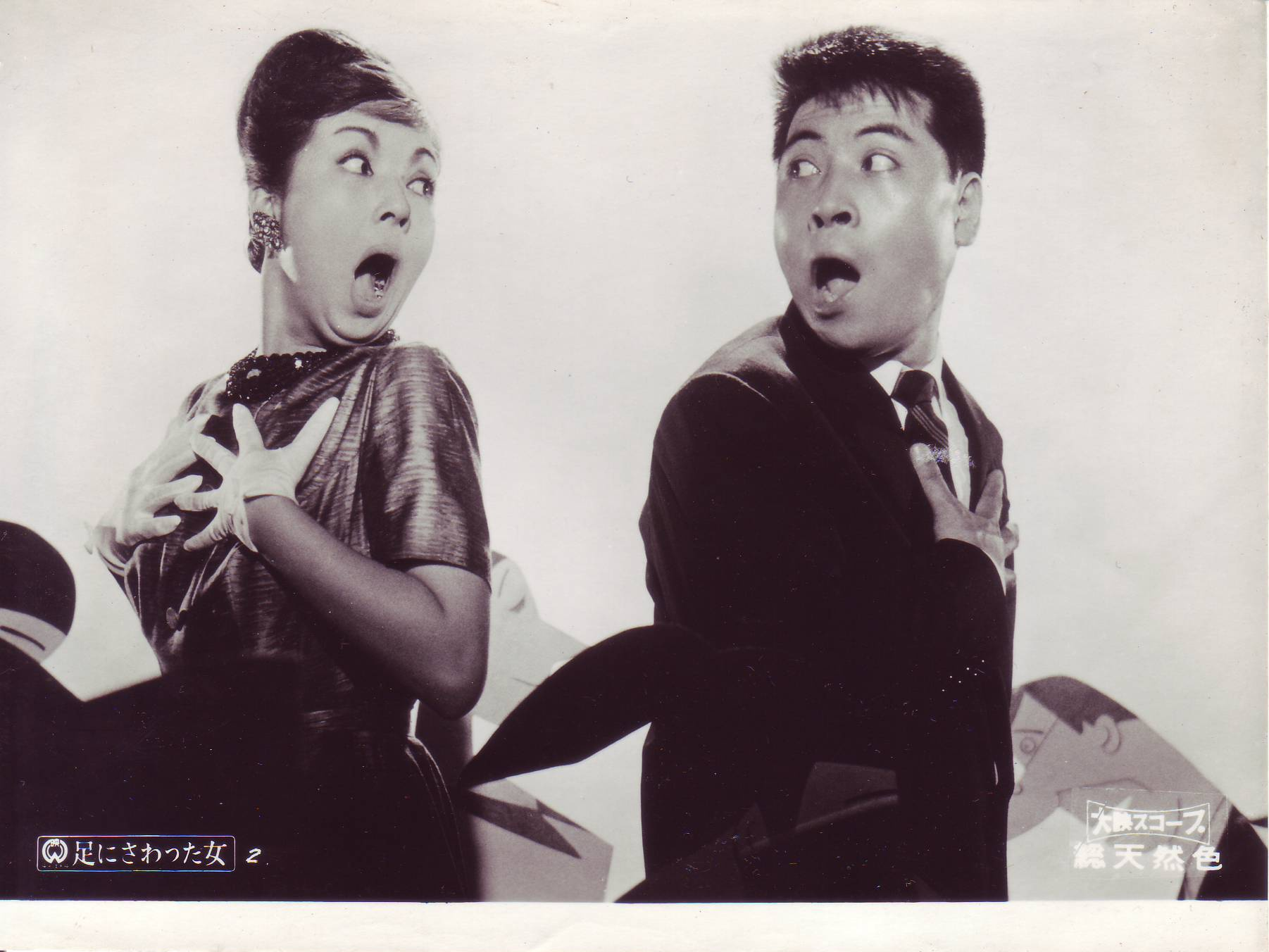
京マチ子とハナ肇 (1960)

1960年8月24日公開。
キャスト
- 刑事（北八平太）：ハナ肇
- 女（塩沢さや）：京マチ子
- 小説家（五無康祐）：船越英二
- 女万引（筑前春子）：杉村春子
- 女の弟分（野呂走）：大辻伺郎
- 雑誌記者（花輪次郎）：田宮二郎
- 警視：見明凡太朗
- 重役：多々良純
- 学生：ジェリー藤尾
- 列車ボーイ：谷啓
- からむ乗客：植木等
- 老婆：浦辺粂子
- 厚化粧の女：町田博子
- 厚木の巡査：潮万太郎
- 厚木の洋服屋：春本富士夫
- 若い百姓女：江波杏子
- 愚連隊風の男：大川修
- 駅員：犬塚弘
- 警視庁の巡査：湊秀一
- 拳銃を売る男：杉田康
- 買う男：小山内淳、井上信彦、守田学
- 公安官：谷謙一
- 黒ソフトの男：高村栄一
- 機関手：夏木章
- 厚木の女：楠よし子

スタッフ
- 監督：増村保造
- 製作：永田雅一
- 企画：市川崑、藤井浩明
- 脚本：和田夏十、市川崑
- 音楽：塚原晢夫

## テレビドラマ
1960年7月3日の21時45分 - 22時30分に、日本テレビ『東レ サンデーステージ』枠で放送。生放送であった。
キャスト
- 岸惠子（テレビドラマ初出演）
- フランキー堺
- 永井智雄
- 北林谷栄
- 浜村純
- 大辻伺郎
- ジェリー藤尾
- 小笠原章二郎
- 菅井一郎
- 桂小金治

スタッフ
- 脚本：久里子亭（和田夏十、市川崑）
- 演出：市川崑、北川信